# Radical 168
El radical 168, representado por el carácter Han 長, es uno de los 214 radicales del diccionario de Kangxi. En mandarín estándar es llamado 長部, (cháng bù, ‘radical «largo»’); en japonés es llamado 長部, ちょうぶ (chōbu), y en coreano 장 (jang).
El radical 168 aparece siempre en el lado izquierdo de los caracteres que clasifica, simplificado a la forma 镸 (por ejemplo, en 镹). En el sistema de simplificación de los caracteres chinos realizado en la República Popular de China, el carácter 長 ha sido simplificado a la forma 长.

## Nombres populares
- Mandarín estándar: 长, 長, cháng, ‘largo’.
- Coreano: 길장부, gil jang bu, ‘radical jang-largo’.
- Japonés:　長い（ながい）, nagai, ‘largo’.
- En occidente: radical «largo».

## Galería
| Estilos antiguos                                 | Estilos antiguos                  | Estilos antiguos                        | Estilos antiguos                   | Estilos antiguos                   | Estilos empleados actualmente       | Estilos empleados actualmente  | Estilos empleados actualmente    | Estilos empleados actualmente   | Estilos empleados actualmente  |
|                                                  |                                   |                                         |                                    |                                    |                                     | 長                             | 长                               |                                 |                                |
| 甲骨文 jiǎgǔwén (escritura de huesos oraculares) | 金文 jīnwén (escritura de bronce) | 简帛 jiǎnbó (escritura de bambú y seda) | 篆文 zhuànwén (escritura de sello) | 篆文 zhuànwén (escritura de sello) | 隸書 lìshū (estilo de los escribas) | 楷書 kǎishū (estilo regular)   | 楷書 kǎishū (estilo regular)     | 行書 xǐngshū (estilo corriente) | 草書 cǎoshū (estilo de hierba) |
| 甲骨文 jiǎgǔwén (escritura de huesos oraculares) | 金文 jīnwén (escritura de bronce) | 简帛 jiǎnbó (escritura de bambú y seda) | 大篆 dàzhuàn (sello grande)        | 小篆 xiǎozhuàn (sello pequeño)     | 隸書 lìshū (estilo de los escribas) | 繁體／繁体 fántǐ (tradicional) | 简体／簡體 jiǎntǐ (simplificado) | 行書 xǐngshū (estilo corriente) | 草書 cǎoshū (estilo de hierba) |

## Caracteres con el radical 168
| trazos | carácter    |
| ------ | ----------- |
| + 0    | 長 镸 长    |
| + 3    | 䦇 镹       |
| + 4    | 镺          |
| + 5    | 䣱 䦈 䦉 镻 |
| + 6    | 䦊          |
| + 8    | 镼          |
| + 11   | 䦋          |
| + 12   | 镽          |
| + 14   | 镾          |